# 峒
峒或又作洞，宋朝行政区划单位。
峒有多种解释，其一即指山洞。隋唐以来，聚居于中国南方山区的少数民族有居住于山洞的习俗，而“举峒纯为一姓，保持氏族组织”，故泛称为峒、溪峒，各峒居民亦称峒蛮:41。宋朝政府通常在民族地区设置羁縻州，羁縻州下设县、峒。由当地部族首领任知州、知县、知峒等职。
峒做为地名沿用至民国时期。民国湖南省新宁县的实例，以数峒编为乡:41。